# Curtis McKenzie
Curtis McKenzie (* 22. Februar 1991 in Golden, British Columbia) ist ein kanadischer Eishockeyspieler, der seit August 2021 erneut bei den Texas Stars in der American Hockey League (AHL) unter Vertrag steht und dort auf der Position des linken Flügelstürmers spielt. Zuvor absolvierte McKenzie unter anderem 100 Spiele für die Dallas Stars in der National Hockey League (NHL).

## Karriere

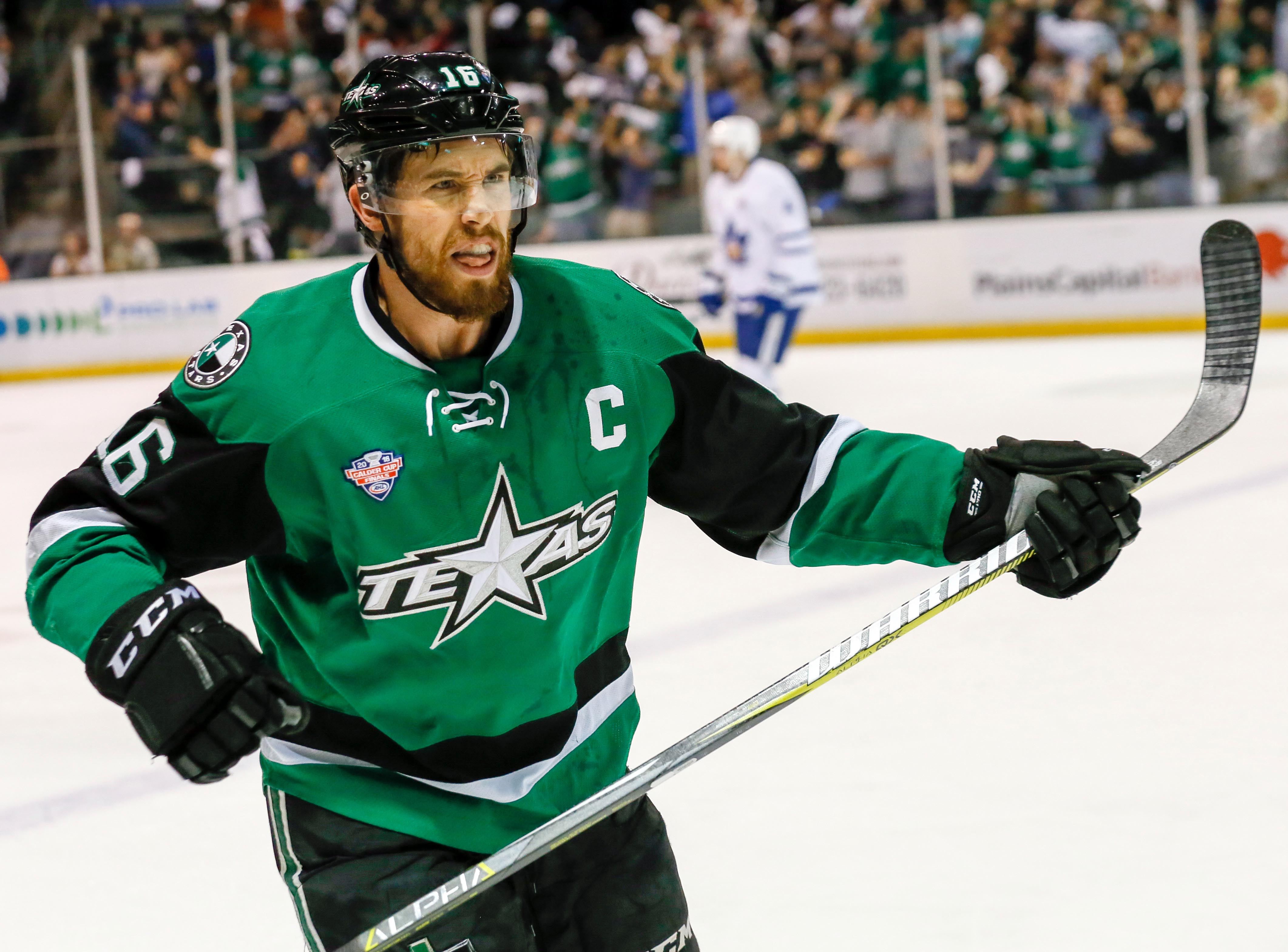
McKenzie im Trikot der Texas Stars (2018)

McKenzie verbrachte seine Juniorenzeit zwischen 2007 und 2009 bei den Penticton Vees in der unterklassigen British Columbia Hockey League (BCHL). In seiner Rookiesaison gewann er mit dem Team den Fred Page Cup. Im Sommer 2009 wurde der 18-Jährige von den Dallas Stars aus der National Hockey League (NHL) im NHL Entry Draft 2009 in der sechsten Runde an 159. Position ausgewählt. Der Stürmer wechselte daraufhin aber nicht direkt in den Profibereich, sondern schrieb sich an der Miami University im US-Bundesstaat Ohio ein. Neben seinem vierjährigen Studium spielte der Stürmer parallel für die Eishockeymannschaft der Universität in der Central Collegiate Hockey Association (CCHA), einer Division im Spielbetrieb der National Collegiate Athletic Association (NCAA). Mit dem Team errang er im Frühjahr 2011 die Divisionsmeisterschaft.
Im April 2013 wechselte McKenzie in den Profibereich, nachdem er einen Vertrag bei den Dallas Stars unterschrieben hatte. Im restlichen Verlauf der Saison 2012/13 kam er bei den Texas Stars in der American Hockey League (AHL) zum Einsatz. Dort verbrachte er auch seine erste komplette Spielzeit im Profibereich, die mit dem Gewinn des Calder Cups sowie der Ernennung ins AHL All-Rookie Team und der Wahl zum Gewinner des Dudley „Red“ Garrett Memorial Awards überaus erfolgreich war. Im Verlauf der Saison 2014/15 gelang dem Kanadier der Sprung in den NHL-Kader Dallas’, so dass sich seine Einsätze in der NHL und AHL zu etwa gleichen Teilen aufteilten. In der Spielzeit 2015/16 kam der Angreifer dann nur noch zu sporadischen drei Einsätzen für Dallas und war wieder hauptsächlich in der AHL aktiv. Zur Saison 2016/17 gelang es McKenzie schlussendlich sich in der NHL zu etablieren.
Nach fünf Jahren in der Organisation der Stars wurde sein auslaufender Vertrag nach der Saison 2017/18 nicht verlängert, sodass er sich im Juli 2018 als Free Agent den Vegas Golden Knights anschloss. In gleicher Weise wechselte er im Oktober 2020 zu den St. Louis Blues, die ihn ausschließlich bei den Utica Comets einsetzten, da die Springfield Thunderbirds den Spielbetrieb pausierten. Anschließend kehrte er im August 2021 im Rahmen eines auf die AHL beschränkten Zweijahresvertrages zu den Texas Stars zurück. Vor der Spielzeit 2023/24 wurde der auslaufende Vertrag um zwei weitere Jahre verlängert.

## Erfolge und Auszeichnungen
| - 2008 Fred-Page-Cup-Gewinn mit den Penticton Vees - 2011 Mason-Cup-Gewinn mit der Miami University - 2013 AHL-Rookie des Monats Dezember - 2014 Calder-Cup-Gewinn mit den Texas Stars - 2014 Dudley „Red“ Garrett Memorial Award | - 2014 AHL All-Rookie Team - 2018 Teilnahme am AHL All-Star Classic - 2025 Teilnahme am AHL All-Star Classic - 2025 Yanick Dupré Memorial Award |

## Karrierestatistik
Stand: Ende der Saison 2023/24
(Legende zur Spielerstatistik: Sp oder GP = absolvierte Spiele; T oder G = erzielte Tore; V oder A = erzielte Assists; Pkt oder Pts = erzielte Scorerpunkte; SM oder PIM = erhaltene Strafminuten; +/− = Plus/Minus-Bilanz; PP = erzielte Überzahltore; SH = erzielte Unterzahltore; GW = erzielte Siegtore; 1 Play-downs/Relegation; Kursiv: Statistik nicht vollständig)